# Helen Priscilla McLaren
Helen Priscilla Rabagliati, née Bright McLaren (1851–1934), est une philanthrope britannique, militante pour l'amélioration de la santé et de la condition de la femme ainsi que pour le changement politique.

## Biographie
Helen Priscilla McLaren née le 28 octobre 1851. Elle est la fille de Duncan McLaren, parlementaire, membre du Scottish Liberal Party et écrivain politique, et de Priscilla Bright McLaren, suffragette et membre d'un mouvement anti-esclavagiste, et de ce fait, la cousine de Helen Bright Clark, militante britannique des droits des femmes et suffragette. 
Elle épouse Andrea Rabagliati le 25 mai 1877. 
Elle contribue de manière importante et durable pour l'éducation et la santé publique dans la ville de Bradford. Elle fonde un premier hospice, St Catherine's et soutient une maison de maternité pour les jeunes femmes sans ressources, St. Monica's. 
Après 1900, elle s'investit dans la politique parmi les femmes conservatrices de West Riding, s'éloignant des opinions politiques de sa famille.
Elle est membre de l'Ordre de l'Empire britannique (MBE)
Elle meurt le 3 janvier 1934 à l'âge de 82 ans.